# Liste der statistischen Stadtteile von Dresden
Die statistischen Stadtteile von Dresden sind kommunalstatistische Glieder des Stadtgebiets der sächsischen Landeshauptstadt.
Das Dresdner Stadtgebiet wurde 1991 in zehn Stadtbezirke eingeteilt, die in 57 statistische Stadtteile gegliedert sind. Zwischen 1997 und 1999 kamen durch die Eingemeindung nach Dresden mehrere ehemalige Gemeinden oder Gemeindeteile hinzu, von denen neun den Status einer Ortschaft erhielten (und diesen voraussichtlich bis 2034 behalten). Auch sie werden, abhängig von ihrer Einwohnerzahl, in statistische Stadtteile unterteilt oder zu solchen zusammengefasst. Somit gibt es in Dresden zum Zwecke der kleinräumigen Gliederung insgesamt 64 statistische Stadtteile, die wiederum aus 401 statistischen Bezirken bestehen.
Als eigentliche Stadtteile werden hingegen die historisch gewachsenen Teile der Stadt verstanden, die in etwa durch die insgesamt 109 Dresdner Gemarkungen erfasst sind oder aber innenstädtische Stadtteile in den Gemarkungen Altstadt I, Altstadt II oder Neustadt darstellen.

## Übersicht
Gemäß der Gemeindeordnung des Freistaates Sachsen können in kreisfreien Städten Stadtbezirke als nachrangige Verwaltungsstellen eingerichtet werden, was im Jahre 1991 in Dresden auch vollzogen wurde. In fünf Stadtbezirke, nämlich Mitte, Nord, Süd, Ost und West, war die Stadt bereits zwischen 1958 und 1991 gegliedert gewesen. Nun entstanden aus diesen fünf Stadtbezirken zehn kleinere Einheiten, die den Einwohnern die Identifikation erleichtern und für mehr Bürgernähe sorgen sollten. Den als vorbelastet angesehenen Begriff Stadtbezirk ersetzte man durch Ortsamtsbereich, im September 2018 erfolgte die Umbenennung in Stadtbezirk. Jedem Stadtbezirk steht ein Stadtbezirksamtsleiter vor.
Die so entstandenen Stadtbezirke unterteilte man in jeweils vier bis acht von der Einwohnerzahl etwa gleich starke und zweistellig durchnummerierte statistische Stadtteile, um statistische Erhebungen besser durchführen zu können. Die unterschiedliche Bevölkerungsdichte in den einzelnen Teilen Dresdens hat zur Folge, dass dichtbesiedelte und zentrumsnahe Areale oder Plattenbaugebiete in mehrere statistische Stadtteile gegliedert sind (zum Beispiel Prohlis und Löbtau), wohingegen mehrere am Stadtrand gelegene Gemarkungen häufig zu einem gemeinsamen statistischen Stadtteil zusammengelegt wurden, wie beispielsweise Hellerau und Wilschdorf sowie Bühlau und Weißer Hirsch. Bei der Abgrenzung zwischen den statistischen Stadtteilen richtete man sich in der Regel nicht nach den alten und mitunter verwinkelten Gemarkungsgrenzen, sondern bevorzugt nach Hauptstraßen, Eisenbahnstrecken und dergleichen. Die statistischen Stadtteile wurden wiederum in statistische Bezirke untergliedert. Diese sind dreistellig durchnummeriert; die ersten beiden Ziffern stehen für den jeweiligen statistischen Stadtteil.
Zwischen 1997 und 1999 erfolgte die Eingemeindung von insgesamt zehn Ortschaften, Ortsteilen oder vormals selbstständigen Gemeinden nach Dresden. Sie wurden in der Regel nicht in die Ortsämter eingegliedert und behielten als sogenannte Ortschaften etwas weiterreichende Befugnisse. Ausnahmen sind das als einfacher Stadtteil zum Stadtbezirk Prohlis gehörende Kauscha sowie das während dieser Eingemeindungswelle zuerst in den Stadtverband aufgenommene Altfranken. Letzteres behielt zwar den Ortschaftsstatus, wurde aber trotzdem dem Stadtbezirksamt Cotta unterstellt. Heute bildet es gemeinsam mit dem nicht zu Cotta gehörigen Gompitz einen eigenen statistischen Stadtteil. Die Ortschaften sind in insgesamt sieben statistische Stadtteile gegliedert. Diese sind auf Grund der geringeren Bevölkerungsdichte flächenmäßig größer als die bewohnten statistischen Stadtteile Dresdens. In der Regel wurden mehrere Ortschaften zu einem statistischen Stadtteil zusammengefasst. Dagegen unterteilte man die große und einwohnerstarke Ortschaft Schönfeld-Weißig in drei statistische Stadtteile. Ein Ortsteil in einer Ortschaft bildet in den meisten Fällen jeweils einen eigenen statistischen Bezirk.

## Legende
- Karte: Zeigt die Lage des statistischen Stadtteils (rote Fläche, bei mehreren statistischen Stadtteilen in einem Ortsteil auch gelbe bzw. blaue Fläche) innerhalb des Dresdner Stadtgebiets (graue Fläche).
- Nr.: Nennt die Nummer des statistischen Stadtteils. Die Nummer ist die offizielle Bezeichnung für den statistischen Stadtteil.
- Name: Nennt den Namen des statistischen Stadtteils.[2] Der Name ist ein inoffizieller Zusatz zur Nummer, um die Lage des statistischen Stadtteils besser einordnen zu können.
- Stadtbezirk oder Ortschaft: Gibt an, in welchem Stadtbezirk oder in welcher Ortschaft/in welchen Ortschaften der statistische Stadtteil liegt.
- Statistische Bezirke: Zählt die statistischen Bezirke auf, in die sich der statistische Stadtteil gliedert. Die statistischen Bezirke sind nach Nummern geordnet; die ersten beiden Ziffern der dreistelligen Zahl sind identisch mit der Nummer des jeweiligen statistischen Stadtteils.[2]
- Einwohnerzahl: Gibt die Einwohnerzahl des statistischen Stadtteils mit Stand vom 31. Dezember 2012 an.[3]
- Fläche (Hektar): Gibt die Fläche des statistischen Stadtteils in Hektar an.[3]

## Statistische Stadtteile von Dresden
| Karte | Nr. | Name | Stadtbezirk oder Ortschaft                       | Statistische Bezirke | Einwohner- zahl | Fläche (Hektar) | Bevölkerungs- dichte (Einwohner/km²) |
| ----- | --- | --- | ------------------------------------------------ | --- | --------------- | --------------- | ------------------------------------ |
|       | 01  | Innere Altstadt | Stadtbezirk Altstadt                             | 011 Innere Altstadt-Ost 012 Innere Altstadt-West | 1.690           | 83              | 2.036                                |
|       | 02  | Pirnaische Vorstadt | Stadtbezirk Altstadt                             | 021 Pirnaische Vorstadt (Grunaer Str.-Süd) 022 Pirnaische Vorstadt (Zirkusstr.) 023 Pirnaische Vorstadt (Blochmannstr.) 024 Pirnaische Vorstadt (Pestalozzistr.) 025 Pirnaische Vorstadt (Steinstr.) | 5.914           | 92              | 6.428                                |
|       | 03  | Seevorstadt-Ost/Großer Garten mit Strehlen-Nordwest                                                                                  | Stadtbezirk Altstadt                             | 031 Seevorstadt-Ost (Prager Str.) 032 Seevorstadt-Ost (Räcknitzstr.) 033 Seevorstadt-Ost (Lindengasse) 034 Strehlen (Tiergartenstr.) 035 Großer Garten 036 Bürgerwiese/Blüherpark | 7.140           | 356             | 2.006                                |
|       | 04  | Wilsdruffer Vorstadt/Seevorstadt-West                                                                                                | Stadtbezirk Altstadt                             | 041 Wilsdruffer Vorstadt (Ostra-Allee) 042 Wilsdruffer Vorstadt (Ermischstr.) 043 Wilsdruffer Vorstadt (Maternistr.) 044 Seevorstadt-West (Am See) 045 Seevorstadt-West (Sternplatz) 046 Seevorstadt-West (Feldgasse) 047 Wilsdruffer Vorstadt (Jagdweg) | 7.627           | 215             | 3.547                                |
|       | 05  | Friedrichstadt | Stadtbezirk Altstadt                             | 051 Friedrichstadt (Löbtauer Str.) 052 Friedrichstadt (Schäferstr.) 053 Friedrichstadt (Klinikum) 054 Friedrichstadt (Güterbahnhof) 055 Friedrichstadt (Ostragehege) | 7.259           | 605             | 1.200                                |
|       | 06  | Johannstadt-Nord | Stadtbezirk Altstadt                             | 061 Johannstadt-Nord (Elsasser Str.) 062 Johannstadt-Nord (Bönischplatz) 063 Johannstadt-Nord (Hopfgartenstr.) 064 Johannstadt-Nord (Pfeifferhannsstr.) 065 Johannstadt-Nord (Th.-Müntzer-Pl.) 066 Johannstadt-Nord (Gutenbergstr.) 067 Johannstadt-Nord (Neubertstr.) 068 Johannstadt-Nord (Uni-Klinikum) 069 Elbwiesen Johannstadt                                                   | 11.855          | 226             | 5.246                                |
|       | 07  | Johannstadt-Süd | Stadtbezirk Altstadt                             | 071 Johannstadt-Süd (Marschnerstr.) 072 Johannstadt-Süd (Wintergartenstr.) 073 Johannstadt-Süd (Nicolaistr.) 074 Johannstadt-Süd (Schumannstr.) 075 Johannstadt-Süd (Permoserstr.) 076 Johannstadt-Süd (Cranachstr.) 077 Johannstadt-Süd (Zöllnerstr.) 078 Johannstadt-Süd (Maria-Cebotari-Str.) 079 Johannstadt-Süd (Lortzingstr.)                                                    | 12.182          | 125             | 9.746                                |
|       | 11  | Äußere Neustadt (Antonstadt) | Stadtbezirk Neustadt                             | 111 Äußere Neustadt (Schönbrunnstr.) 112 Äußere Neustadt (Timäusstr.) 113 Äußere Neustadt (Katharinenstr.) 114 Äußere Neustadt (Böhmische Str.) 115 Äußere Neustadt (Görlitzer Str.) 116 Äußere Neustadt (Schönfelder Str.) 117 Äußere Neustadt (Frühlingstr.) 118 Äußere Neustadt (Tannenstr.)                                                                                        | 17.338          | 114             | 15.209                               |
|       | 12  | Radeberger Vorstadt | Stadtbezirk Neustadt                             | 121 Radeberger Vorstadt (Jägerstr.) 122 Radeberger Vorstadt (Forststr.) 123 Radeberger Vorstadt (Angelikastr.) 124 Radeberger Vorstadt (Am Jägerpark) | 8.524           | 226             | 3.772                                |
|       | 13  | Innere Neustadt mit Antonstadt-Süd                                                                                                   | Stadtbezirk Neustadt                             | 131 Innere Neustadt (Königstr.) 132 Innere Neustadt (Sarrasanistr.) 133 Innere Neustadt (Wigardstr.) 134 Äußere Neustadt (Hoyerswerdaer Str.) | 7.191           | 180             | 3.995                                |
|       | 14  | Leipziger Vorstadt | Stadtbezirk Neustadt                             | 141 Leipziger Vorstadt (Eisenbahnstr.) 142 Leipziger Vorstadt (Rudolfstr.) 143 Leipziger Vorstadt (Helgolandstr.) 144 Leipziger Vorstadt (Unterer Hecht) 145 Leipziger Vorstadt (Mittlerer Hecht) 146 Leipziger Vorstadt (Oberer Hecht) | 12.359          | 211             | 5.857                                |
|       | 15  | Albertstadt | Stadtbezirk Neustadt                             | 151 Hellersiedlung 152 Albertstadt-West 153 Albertstadt-Ost | 2.859           | 750             | 381                                  |
|       | 21  | Pieschen-Süd mit Leipziger Vorstadt-West (Neudorf)                                                                                   | Stadtbezirk Pieschen                             | 211 Leipziger Vorstadt (Weimarische Str.) 212 Leipziger Vorstadt (Moritzburger Str.) 213 Pieschen-Süd (Torgauer Str.) 214 Pieschen-Süd (Altpieschen) 215 Pieschen-Süd (Leisniger Platz) | 11.577          | 121             | 9.568                                |
|       | 22  | Mickten mit Trachau-Süd, Übigau und Kaditz-Süd                                                                                       | Stadtbezirk Pieschen                             | 221 Trachau-Süd (Alttrachau) 222 Trachau-Süd (Bunsenstr.) 223 Mickten (Dreyßigplatz) 224 Mickten (Lommatzscher Str.) 225 Mickten (Sternstr.) 226 Mickten (Altmickten) 227 Übigau 228 Kaditz (Kläranlage) | 12.776          | 424             | 3.013                                |
|       | 23  | Kaditz | Stadtbezirk Pieschen                             | 231 Kaditz (Wächterstr.) 232 Kaditz (Peschelstr.) 233 Kaditz (Altkaditz) 234 Kaditz (Riegelplatz) | 5.514           | 407             | 1.355                                |
|       | 24  | Trachau | Stadtbezirk Pieschen                             | 241 Trachau (Cottbuser Str.) 242 Trachau (Wahnsdorfer Str.) 243 Trachau (Stephanstr.) 244 Trachau (Platanenstr.) 245 Trachau (Trobischstr.) 246 Trachau (Industriestr.) 247 Trachau (Richard-Rösch-Str.) 248 Trachau (Neuländer Str.) 249 Heidefriedhof | 10.282          | 354             | 2.905                                |
|       | 25  | Pieschen-Nord/Trachenberge mit Leipziger Vorstadt-Nordwest                                                                           | Stadtbezirk Pieschen                             | 251 Leipziger Vorstadt-Nordwest (Liststr.) 252 Pieschen-Nord (Riesaer Str.) 253 Pieschen-Nord (Hellerauer Str.) 254 Pieschen-Nord (Trachenberger Str.) 255 Pieschen-Nord (Rückertstr.) 256 Pieschen-Nord (Duckwitzstr.) 257 Trachenberge | 12.621          | 316             | 3.994                                |
|       | 31  | Klotzsche | Stadtbezirk Klotzsche                            | 311 Klotzsche (Altklotzsche) 312 Klotzsche (Lubminer Str.) 313 Klotzsche (Grüner Weg) 314 Klotzsche (Am Trobischberg) 315 Klotzsche (Königswald-Süd) 316 Klotzsche (Königswald-Nord) 317 Klotzsche (Selliner Str.) 318 Klotzsche (Binzer Weg) | 13.549          | 381             | 3.556                                |
|       | 32  | Hellerau/Wilschdorf mit Rähnitz | Stadtbezirk Klotzsche                            | 321 Wilschdorf 322 Rähnitz 323 Hellerau (Festspielhaus) 324 Hellerau (Markt) | 6.309           | 1068            | 591                                  |
|       | 33  | Flughafen/ Industriegebiet Klotzsche                                                                                                 | Stadtbezirk Klotzsche                            | 331 Flughafen Dresden/ Industriegebiet Klotzsche | 76              | 475             | 16                                   |
|       | 34  | Hellerberge | Stadtbezirk Klotzsche                            | 341 Hellerberge 342 Waldpark Klotzsche | 58              | 789             | 7                                    |
|       | 35  | Weixdorf mit Friedersdorf, Gomlitz, Lausa und Marsdorf                                                                               | Ortschaft Weixdorf                               | 351 Weixdorf 352 Lausa-Fuchsberg 353 Lausa (Alte Dresdner Str./Schönburgstr.) 354 Alt-Lausa/Friedersdorf 355 Gomlitz 356 Marsdorf | 6.057           | 1557            | 389                                  |
|       | 36  | Langebrück/Schönborn mit Heidehof | Ortschaften Langebrück und Schönborn             | 361 Langebrück-Nord 362 Langebrück-Süd 363 Heidehof 364 Schönborn | 4.214           | 1214            | 347                                  |
|       | 41  | Loschwitz/Wachwitz | Stadtbezirk Loschwitz                            | 411 Loschwitz (Schevenstr.) 412 Loschwitz (Körnerplatz) 413 Oberloschwitz 414 Wachwitz | 5.581           | 460             | 1.213                                |
|       | 42  | Bühlau/Weißer Hirsch mit Rochwitz und Loschwitz-Nordost                                                                              | Stadtbezirk Loschwitz                            | 421 Weißer Hirsch 422 Loschwitz-Nordost (Rißweg) 423 Loschwitz-Nordost (Am Weißen Adler) 424 Bühlau (Neubühlauer Str.) 425 Bühlau (Neukircher Str.) 426 Bühlau (Ullersdorfer Str.) 427 Alt-Bühlau/Quohren 428 Rochwitz 429 Neu-Rochwitz | 11.037          | 679             | 1.625                                |
|       | 43  | Hosterwitz/Pillnitz mit Niederpoyritz, Oberpoyritz und Söbrigen                                                                      | Stadtbezirk Loschwitz                            | 431 Niederpoyritz 432 Hosterwitz 433 Pillnitz 434 Oberpoyritz 435 Söbrigen | 3.418           | 908             | 376                                  |
|       | 44  | Dresdner Heide | Stadtbezirk Loschwitz                            | 441 Dresdner Heide | 28              | 4836            | 1                                    |
|       | 45  | Weißig | Ortschaft Schönfeld-Weißig                       | 451 Weißig (Heidestr./Marienbäder) 452 Weißig (Am Weißiger Bach) 453 Weißig (An der Prießnitzaue) 454 Weißig (Hauptstr.) 455 Weißig (Bergstr.) | 5.770           | 701             | 823                                  |
|       | 46  | Gönnsdorf/Pappritz mit Cunnersdorf, Eichbusch, Helfenberg und Rockau                                                                 | Ortschaft Schönfeld-Weißig                       | 461 Gönnsdorf 462 Pappritz-West 463 Pappritz-Ost 464 Cunnersdorf 465 Eichbusch/Helfenberg/Rockau | 3.916           | 722             | 542                                  |
|       | 47  | Schönfeld/Schullwitz mit Borsberg, Eschdorf, Krieschendorf, Malschendorf, Reitzendorf, Rossendorf und Zaschendorf                    | Ortschaft Schönfeld-Weißig                       | 471 Schönfeld 472 Schullwitz 473 Borsberg 474 Eschdorf 475 Rossendorf 476 Krieschendorf/Malschendorf 477 Reitzendorf 478 Zaschendorf | 3.255           | 2697            | 121                                  |
|       | 51  | Blasewitz mit Neugruna | Stadtbezirk Blasewitz                            | 511 Blasewitz (Händelallee) 512 Blasewitz (Schillerplatz) 513 Blasewitz (Waldpark) 514 Blasewitz (Kretschmerstr.) 515 Blasewitz (Oehmestr.) 516 Neugruna (Gustav-Freytag-Str.) 517 Neugruna (Polenzstr.) 518 Elbwiesen Blasewitz | 10.083          | 284             | 3.550                                |
|       | 52  | Striesen-Ost | Stadtbezirk Blasewitz                            | 521 Striesen-Ost (Sickingenstr.) 522 Striesen-Ost (Jacobistr.) 523 Striesen-Ost (Pohlandstr.) 524 Striesen-Ost (Dornblüthstr.) 525 Striesen-Ost (Ermelstr.) 526 Striesen-Ost (Voglerstr.) 527 Striesen-Ost (Bärensteiner Str.) | 14.463          | 132             | 10957                                |
|       | 53  | Striesen-Süd mit Johannstadt-Südost                                                                                                  | Stadtbezirk Blasewitz                            | 531 Johannstadt-Südost (Anton-Graff-Str.) 532 Striesen-Süd (Mosenstr.) 533 Striesen-Süd (Mansfelder Str.) 534 Johannstadt-Südost (Lipsiusstr.) 535 Johannstadt-Südost (Comeniusstr.) 536 Striesen-Süd (Haenel-Clauß-Platz) 537 Striesen-Süd (Hepkeplatz) 538 Striesen-Süd (Glashütter Str.)                                                                                            | 10.627          | 135             | 7872                                 |
|       | 54  | Striesen-West | Stadtbezirk Blasewitz                            | 541 Striesen-West (Krenkelstr.) 542 Striesen-West (Tittmannstr.) 543 Striesen-West (Wormser Platz) 544 Striesen-West (Löscherstr.) 545 Striesen-West (Alemannenstr.) 546 Striesen-West (Altstriesen) | 12.636          | 112             | 11.282                               |
|       | 55  | Tolkewitz/Seidnitz-Nord | Stadtbezirk Blasewitz                            | 551 Tolkewitz (Wehlener Str.) 552 Tolkewitz (Knappestr.) 553 Tolkewitz (Wilischstr.) 554 Seidnitz-Nord (Löwenhainer Str.) 555 Seidnitz-Nord (Johnsbacher Weg) 556 Seidnitz-Nord (Altenberger Str.) 557 Seidnitz-Nord (Schmiedeberger Str.) 558 Seidnitz-Nord (Schlottwitzer Str.) 559 Johannisfriedhof/Krematorium                                                                     | 10.967          | 214             | 5.125                                |
|       | 56  | Seidnitz/Dobritz | Stadtbezirk Blasewitz                            | 561 Seidnitz (Rennbahn) 562 Seidnitz (Schilfweg) 563 Seidnitz (Dobritzer Str.) 564 Dobritz (Altdobritz/Basedowstr.) 565 Seidnitz (Hellendorfer Str.) 566 Seidnitz (Altseidnitz) 567 Seidnitz (Alter Elbarm) 568 Seidnitz (Hirschbacher Weg) 569 Seidnitz (Ulberndorfer Weg) | 13.244          | 379             | 3.494                                |
|       | 57  | Gruna mit Strehlen-Nordost | Stadtbezirk Blasewitz                            | 571 Gruna (Karl-Roth-Str.) 572 Gruna (Falkensteinplatz) 573 Gruna (Gartenheimallee) 574 Gruna (Am Knie) 575 Gruna (Rosenbergstr.) 576 Gruna (Papstdorfer Str.) 577 Gruna (Beilstr.) 578 Gruna (Karcherallee) 579 Strehlen-Nordost (Basteistr.) | 13.189          | 194             | 6.798                                |
|       | 61  | Leuben mit Dobritz-Süd und Niedersedlitz-Nord                                                                                        | Stadtbezirk Leuben                               | 611 Leuben (Altleuben) 612 Leuben (Stephensonstr.) 613 Leuben (Kleinzschachwitzer Str.) 614 Leuben/Niedersedlitz (Sachsenwerk) 615 Leuben (Altleuben) 616 Leuben (Mockethaler Str.) 617 Leuben (Birkwitzer Weg) 618 Leuben (Rottwerndorfer Str.) 619 Dobritz-Süd (Jessener Str.) | 11.866          | 357             | 3.324                                |
|       | 62  | Laubegast mit Alttolkewitz | Stadtbezirk Leuben                               | 621 Laubegast-Nord/Alttolkewitz 622 Laubegast (Burgenlandstr.) 623 Laubegast (Hallstädter Str.) 624 Laubegast (Altlaubegast) 625 Laubegast (Gasteiner Str.) 626 Laubegast (Kärntner Weg) | 12.015          | 241             | 4.985                                |
|       | 63  | Kleinzschachwitz mit Meußlitz und Zschieren                                                                                          | Stadtbezirk Leuben                               | 631 Kleinzschachwitz-Nord 632 Kleinzschachwitz-Süd 633 Meußlitz 634 Zschieren | 8.637           | 487             | 1.774                                |
|       | 64  | Großzschachwitz mit Sporbitz | Stadtbezirk Leuben                               | 641 Großzschachwitz (Alte Str.) 642 Großzschachwitz (Rathener Str.-Nord) 643 Großzschachwitz (Rathener Str.-Mitte) 644 Großzschachwitz (Rathener Str.-Süd) 645 Großzschachwitz (Schweizstr.) 646 Sporbitz | 6.296           | 222             | 2.836                                |
|       | 71  | Prohlis-Nord | Stadtbezirk Prohlis                              | 711 Prohlis-Nord (Dohnaer Platz) 712 Prohlis-Nord (Am Anger) 713 Prohlis-Nord (Gubener Str.) 714 Prohlis-Nord (Albert-Wolf-Platz) 715 Prohlis-Nord (Jacob-Winter-Platz) | 5.937           | 66              | 8.995                                |
|       | 72  | Prohlis-Süd | Stadtbezirk Prohlis                              | 721 Prohlis-Süd (Spremberger Str.) 722 Prohlis-Süd (Finsterwalder Str.-West) 723 Prohlis-Süd (Finsterwalder Str.-Ost) 724 Prohlis-Süd (Senftenberger Str.-Süd) 725 Prohlis-Süd (Elsterwerdaer Str.-Südwest) 726 Prohlis-Süd (Spreewalder Str.-Süd) 727 Prohlis-Süd (Spreewalder Str.-Ost) 728 Prohlis-Süd (Spreewalder Str.-West)                                                      | 8.569           | 69              | 12.419                               |
|       | 73  | Niedersedlitz | Stadtbezirk Prohlis                              | 731 Niedersedlitz-Südost 732 Niedersedlitz (Dorfstr.) 733 Niedersedlitz (Windmühlenstr.) 734 Niedersedlitz (Sosaer Str.) 735 Niedersedlitz (Chr.-Morgenstern-Str.) 736 Niedersedlitz (Erich-Kästner-Str.) 737 Niedersedlitz (Maxie-Wander-Str.) | 5.721           | 261             | 2.192                                |
|       | 74  | Lockwitz mit Kauscha, Nickern und Luga                                                                                               | Stadtbezirk Prohlis                              | 741 Luga 742 Lockwitz 743 Nickern 744 Kauscha | 6.664           | 949             | 702                                  |
|       | 75  | Leubnitz-Neuostra mit Torna und Mockritz-Ost                                                                                         | Stadtbezirk Prohlis                              | 751 Torna 752 Leubnitz (Leubnitzer Höhe) 753 Leubnitz (Hans-Otto-Weg) 754 Leubnitz (Fritz-Busch-Str.) 755 Leubnitz (Altleubnitz) 756 Leubnitz (Wieckestr.) 757 Leubnitz (Clausen-Dahl-Str.) 758 Leubnitz (Feuerbachstr.) 759 Mockritz-Ost (Gostritzer Str.) | 13.991          | 394             | 3.551                                |
|       | 76  | Strehlen mit Reick-Nordwest | Stadtbezirk Prohlis                              | 761 Strehlen (August-Bebel-Str.) 762 Strehlen (Rayskistr.) 763 Strehlen (Lenbachstr.) 764 Strehlen (Geystr.) 765 Strehlen (Eugen-Bracht-Str.) 766 Strehlen (Hans-Lohmar-Str.) 767 Strehlen (Wilhelm-Lachnit-Str.) 768 Strehlen (Wilhelm-Rudolph-Str.) 769 Strehlen (Edmund-Moeller-Weg)                                                                                                | 10.313          | 235             | 4.389                                |
|       | 77  | Reick | Stadtbezirk Prohlis                              | 771 Reick (Lohrmannstr.) 772 Reick (Am Lehmhaus) 773 Reick (Lübbenauer Str.) 774 Reick (Mügelner Str.) | 5.333           | 140             | 3.809                                |
|       | 81  | Südvorstadt-West | Stadtbezirk Plauen                               | 811 Südvorstadt-West (Feldschlößchenstr.) 812 Südvorstadt-West (Schweizer Str.) 813 Südvorstadt-West (Bayrische Str.) 814 Südvorstadt-West (Eisenstuckstr.-West) 815 Südvorstadt-West (Eisenstuckstr.-Mitte) 816 Südvorstadt-West (Schnorrstr.-West) 817 Südvorstadt-West (Nürnberger Platz/TU) 818 Südvorstadt-West (Bayreuther Str.-West) 819 Südvorstadt-West (Bayreuther Str.-Ost) | 12.107          | 203             | 5.964                                |
|       | 82  | Südvorstadt-Ost | Stadtbezirk Plauen                               | 821 Südvorstadt-Ost (Hochschulstr.) 822 Südvorstadt-Ost (Uhlandstr.) 823 Südvorstadt-Ost (Lukasplatz) 824 Südvorstadt-Ost (Ackermannstr.) 825 Südvorstadt-Ost (Wundtstr.) | 7.875           | 132             | 5.966                                |
|       | 83  | Räcknitz/Zschertnitz mit Strehlen-Südwest                                                                                            | Stadtbezirk Plauen                               | 831 Räcknitz (Alträcknitz) 832 Zschertnitz (Böllstr.) 833 Zschertnitz (Auguste-Lazar-Str.) 834 Zschertnitz (Bulgakowstr.) 835 Zschertnitz (Rubensweg) 836 Zschertnitz (Paradiesstr.) 837 Zschertnitz (Zschertnitzer Weg) 838 Zschertnitz (Tizianstr.) 839 Strehlen-Südwest (Donndorfstr.)                                                                                              | 9.738           | 226             | 4.309                                |
|       | 84  | Kleinpestitz/Mockritz mit Kaitz und Gostritz                                                                                         | Stadtbezirk Plauen                               | 841 Kleinpestitz (Muldaer Str.) 842 Kleinpestitz (Eppendorfer Weg) 843 Kleinpestitz (Dorfhainer Str.) 844 Kaitz 845 Altmockritz/Altpestitz 846 Gostritz | 7.398           | 427             | 1.733                                |
|       | 85  | Coschütz/Gittersee | Stadtbezirk Plauen                               | 851 Coschütz-Ost 852 Coschütz-West 853 Gittersee | 5.722           | 417             | 1.372                                |
|       | 86  | Plauen | Stadtbezirk Plauen                               | 861 Plauen (Würzburger Str.-West) 862 Plauen (Würzburger Str.-Ost) 863 Plauen (Regensburger Str.) 864 Plauen (Nöthnitzer Str.) 865 Plauen (Müllerbrunnenstr.) 866 Plauen (Kantstr.) 867 Plauen (Friedrich-Hegel-Str.) 868 Plauen (Hohenplauen) | 11.556          | 175             | 6.603                                |
|       | 90  | Cossebaude/Mobschatz/Oberwartha mit Alt-Leuteritz, Brabschütz, Gohlis, Merbitz, Neu-Leuteritz, Niederwartha, Podemus und Rennersdorf | Ortschaften Cossebaude, Mobschatz und Oberwartha | 901 Cossebaude-Nord 902 Cossebaude-Süd/Neu-Leuteritz 903 Gohlis 904 Niederwartha 905 Oberwartha 906 Mobschatz 907 Alt-Leuteritz/Brabschütz 908 Rennersdorf 909 Merbitz/Podemus | 7.531           | 1870            | 403                                  |
|       | 91  | Cotta mit Friedrichstadt-Südwest | Stadtbezirk Cotta                                | 911 Cotta (Cossebauder Str.) 912 Cotta (Grillparzerplatz) 913 Cotta (Weidentalstr.-West) 914 Cotta (Weidentalstr.-Ost) 915 Cotta (Sachsdorfer Str.) 916 Friedrichstadt-Südwest (Fröbelstr.) | 10.937          | 197             | 5.552                                |
|       | 92  | Löbtau-Nord | Stadtbezirk Cotta                                | 921 Löbtau-Nord (Ebertplatz) 922 Löbtau-Nord (Altlöbtau) 923 Löbtau-Nord (Grumbacher Str.) 924 Löbtau-Nord (Conertplatz) 925 Löbtau-Nord (Malterstr.-Nord) | 8.416           | 94              | 8.953                                |
|       | 93  | Löbtau-Süd | Stadtbezirk Cotta                                | 931 Löbtau-Süd (Schillingstr.) 932 Löbtau-Süd (Frankenbergstr.) 933 Löbtau-Süd (Altfrankener Str.) 934 Löbtau-Süd (Zauckeroder Str.) 935 Löbtau-Süd (Deubener Str.) 936 Löbtau-Süd (Rabenauer Str.) | 11.113          | 140             | 7.938                                |
|       | 94  | Naußlitz mit Wölfnitz, Roßthal, Dölzschen und Niedergorbitz                                                                          | Stadtbezirk Cotta                                | 941 Naußlitz-Nord 942 Wölfnitz 943 Naußlitz-West 944 Naußlitz-Süd 945 Dölzschen 946 Niedergorbitz/Roßthal | 9.043           | 597             | 1.515                                |
|       | 95  | Gorbitz-Süd | Stadtbezirk Cotta                                | 951 Gorbitz-Süd (Amalie-Dietrich-Platz) 952 Gorbitz-Süd (Wölfnitzer Ring-Ost) 953 Gorbitz-Süd (Wölfnitzer Ring-West) 954 Gorbitz-Süd (Altgorbitzer Ring-Ost) 955 Gorbitz-Süd (Altgorbitzer Ring-Mitte) 956 Gorbitz-Süd (Wilsdruffer Ring-Ost) 957 Gorbitz-Süd (Wilsdruffer Ring-West) 958 Gorbitz-Süd (Schreberstr.)                                                                   | 8.530           | 124             | 6.879                                |
|       | 96  | Gorbitz-Ost | Stadtbezirk Cotta                                | 961 Gorbitz-Ost (Am Gorbitzbach) 962 Gorbitz-Ost (Dahlienweg-Süd) 963 Gorbitz-Ost (Asternweg) 964 Gorbitz-Ost (Höhenpromenade) 965 Gorbitz-Ost (Leutewitzer Ring-Ost) 966 Gorbitz-Ost (Leutewitzer Ring-Mitte) 967 Gorbitz-Ost (Leutewitzer Ring-West) | 6.218           | 74              | 8.403                                |
|       | 97  | Gorbitz-Nord/Neuomsewitz | Stadtbezirk Cotta                                | 971 Gorbitz-Nord (Omsewitzer Ring-Südost) 972 Gorbitz-Nord (Omsewitzer Ring-Nordwest) 973 Neu-Omsewitz (Melissenweg) 974 Neu-Omsewitz (Kresseweg) 975 Neu-Omsewitz (Harthaer Str.-Ost) 976 Neu-Omsewitz (Harthaer Str.-Mitte) 977 Neu-Omsewitz (Harthaer Str.-West) 978 Neu-Omsewitz (Thymianweg)                                                                                      | 5.960           | 85              | 7.012                                |
|       | 98  | Briesnitz mit Stetzsch, Kemnitz, Leutewitz und Altomsewitz                                                                           | Stadtbezirk Cotta                                | 981 Stetzsch 982 Kemnitz 983 Briesnitz-Nord 984 Briesnitz-Süd 985 Alt-Omsewitz 986 Leutewitz | 10.876          | 625             | 1.740                                |
|       | 99  | Gompitz/Altfranken mit Ockerwitz, Pennrich, Roitzsch, Steinbach, Unkersdorf und Zöllmen                                              | Ortschaften Altfranken und Gompitz               | 991 Gompitz 992 Ockerwitz 993 Pennrich 994 Zöllmen 995 Steinbach 996 Roitzsch 997 Unkersdorf 998 Altfranken | 4.263           | 1301            | 328                                  |